# Lenguas yuruna
La subfamilia de lenguas yuruna o juruna es un conjunto de 3 lenguas amerindias habladas en Brasil. Una lengua del grupo se halla extinguida, y al menos otras en peligro de extinción. Es una subfamilia del tronco tupí, la de mayor extensión geográfica en el territorio de América del Sur.
| Lengua    | Cobertura geográfica                         | N.º estimado de hablantes | Código ISO/DIS 639-3 |
| --------- | -------------------------------------------- | ------------------------- | -------------------- |
| Jurúna    | 2 aldeas en el norte de Mato Grosso (Brasil) | 125 (1997)                | [jur]                |
| Maritsauá | Parque Xingú, Mato Grosso (Brasil)           | Extinto                   | [msp]                |
| Xipaya    | Bajo río Xingú, Pará (Brasil)                | 2 (2000). Casi extinto    | [xiy]                |